# 남예멘 반란
남예멘 반란은 2009년부터 2015년까지 옛 남예멘 지역에서 재분리를 요구한 운동을 말한다.

## 같이 보기
- 예멘 내전 (1994년)
- 예멘 내전 (2015년-현재)